# Emanuel Sarkisyanz
Emanuel „Manuel“ Sarkisyanz (* 23. Juni 1923 in Baku, Aserbaidschanische SSR, Sowjetunion; † 12. März 2015 in Mérida, Mexiko) war ein sowjetisch-deutscher Politologe, Historiker und Südostasienwissenschaftler. Er war Lehrstuhlinhaber an der Universität Heidelberg.

## Leben und Wirken
Emanuel Sarkisyanz, geboren in Aserbaidschan, wuchs als ethnischer Armenier in Iran auf. Er studierte an der Universität Teheran (1942 bis 1944), am Asia Institut in New York (1946–1948) und der Universität Chicago (1949 bis 1952). Im Jahr 1952 wurde er an der Universität von Chicago zum Ph.D. promoviert und war dort Schüler von Arnold Bergstraesser. Auf dessen Einladung war er von 1956 bis 1958 Südostasien-Referent des Forschungsinstituts der Deutschen Gesellschaft für Auswärtige Politik. 
Am Bishop College in Dallas war er Gastprofessor. Im Jahr 1960 war er Gastprofessor am Historischen Seminar der Universität Kiel und 1961–1962 für Geschichte und Politik Südasiens in Freiburg im Breisgau und von 1962 bis 1963 Visiting Professor an der University of Kansas. Zudem war er Gastprofessor in Honolulu. 1963 bis 1967 war er außerplanmäßiger Professor der Universität Freiburg für Geschichte und Politik Südostasiens.
1967 wurde er ordentlicher Professor für Politische Wissenschaften am Südasieninstitut (Abteilung Politische Wissenschaft Südasiens) der Universität Heidelberg. Seit seiner Emeritierung lebte Sarkisyanz abwechselnd in Ketsch am Rhein bei Heidelberg und Mérida, Mexiko.
Er war Mitglied der Akademie der Wissenschaften von Yucatan in Mexiko, der American Historical Association und der Deutschen Morgenländischen Gesellschaft sowie des Bundes für Freiheit der Wissenschaft und ab 1959 Fellow der Guggenheim Foundation.
Emanuel Sarkisyanz heiratete 1961 die Ärztin, Autorin und Übersetzerin Helga Heuer.

## Schriften
- Russland und der Messianismus des Orients. Sendungsbewusstsein und politischer Chiliasmus des Ostens. Mohr, Tübingen 1955
- Südostasien seit 1945. R. Oldenbourg, München 1961
- Geschichte der orientalischen Völker Rußlands bis 1917. Eine Ergänzung zur ostslawischen Geschichte Rußlands. Mit einem Vorwort von Berthold Spuler. R. Oldenbourg, München 1961
- Buddhist Backgrounds of the Burmese Revolution. Mit einem Vorwort von Paul Mus. Martinus Nijhoff, Den Haag 1965
- A Modern History of Transcaucasian Armenia. Nagpur (Indien) 1976
- Die Kulturen Kontinental-Südostasiens. Kambodscha, Birma, Thailand, Laos, Vietnam, Malaya. Akad. Verl.-Ges. Athenaion, Wiesbaden 1979 (= Handbuch der Kulturgeschichte. Abt. 2), ISBN 3-7997-0133-8
- Südostasien 1959–1979. Literaturbericht. R. Oldenbourg, München 1983 (Historische Zeitschrift, Sonderheft Nr. 12)
- Vom Beben in den Anden. Propheten des indianischen Aufbruchs in Peru. Trikont, München 1985, ISBN 3-88167-123-4
- Vom Wirken und Sterben des Felipe Carrillo Puerto[,] des „Roten“ Apostels der Maya-Indianer. Zur politischen Heiligenlegende im revolutionären Mexiko. Carl Winter Universitätsverlag, Heidelberg 1991, ISBN 3-533-04493-9
- Kollasuyo. Indianische Geschichte der Republik Bolivien. Propheten des indianischen Aufbruchs. Schulz-Kirchner Verlag, Idstein 1993, ISBN 3-8248-0076-4
- Rizal and Republican Spain and Other Rizalist Essays. National Historical Institute, Manila 1995
- Adolf Hitlers englische Vorbilder: Vom britischen zum ostmärkisch-bajuwarischen Herrenmenschentum. Vorlesungen[,] gehalten an der Heidelberger Universität. Selbstverlag Manuel Sarkisyanz, Ketsch am Rhein 1997, ISBN 3-00-002263-5
  - Hitler’s English Inspirers. Based on lectures given in Heidelberg University, South Asia Institute. Athol Books, Belfast 2003, ISBN 978-0850340860
  - Английские корни немецкого фашизма. От британской к австробаварской «расе господ» (Die englischen Wurzeln des deutschen Faschismus. Von den Briten zur österreichisch-bayerischen „Herrenrasse“). Übersetzt aus dem Deutschen von М. Некрасова. Академический проект, St. Petersburg 2003, ISBN 5-7331-0169-5
- Vision vom Dritten Rom und Dritten Reich. Waren es die Sonderwege Deutschlands und Rußlands, die nach Auschwitz und zum GULAG führten? In: Rußland und Deutschland im 19. und 20. Jahrhundert. Zwei „Sonderwege“ im Vergleich. Hrsg. von Leonid Luks und Donal O’Sullivan. Böhlau Verlag, Köln / Weimar / Wien 2001, ISBN 3-412-04000-2, S. 69–92
- From Imperialism to Fascism. Why Hitler’s “India” was to be Russia. Deep & Deep Publications, Delhi 2003
- Arnold Bergstraesser (1896–1964) zum vierzigjährigen Gedenken. Vom Bekennertum zum Professorentum. Vom Umgang mit Deutschlands Idealismus, Romantik und Jugendbewegung. Mein Buch, Hamburg 2004, ISBN 3-86516-094-8